# Sheikh Zayed City
Sheikh Zayed City (arabo: مدينة الشيخ زايد) è una città del Governatorato di Giza in Egitto e fa parte della Grande Cairo. È stata fondata nel 1995 e prende il nome da Zayed bin Sultan Al Nahyan. Fa parte della seconda generazione di città fondate dall'Autorità per le nuove comunità urbane.

## Geografia
La città si trova a circa 38 km a nord ovest della città del Cairo. Confina a nord con l'autostrada Cairo-Alessandria, a sud con il Corridoio del 26 luglio e ad ovest la vicina Città del 6 Ottobre.